# Fossato

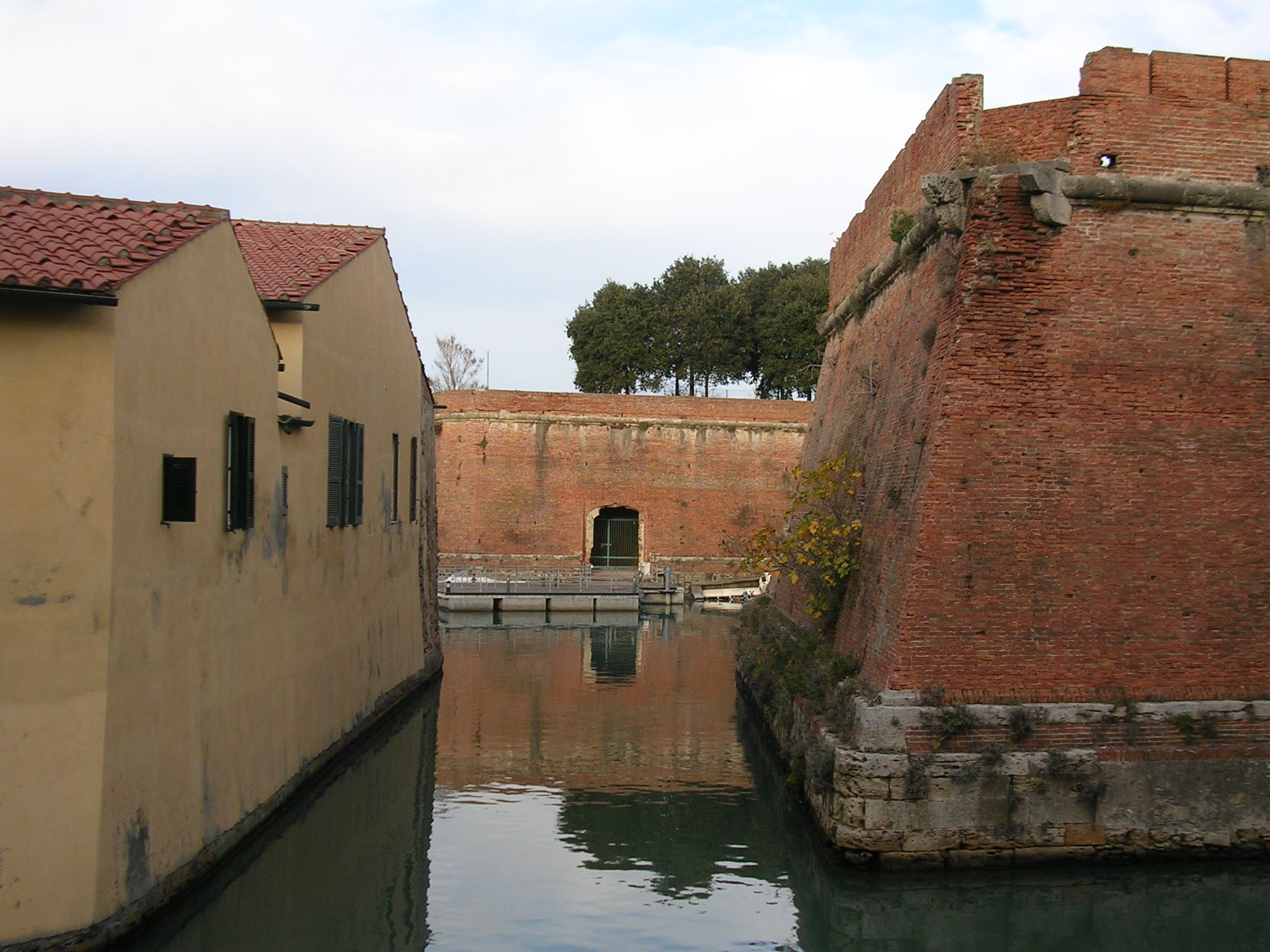
Fossato della Fortezza Nuova a Livorno

Il fossato, in architettura, fa parte dei dispositivi difensivi dei castelli e delle antiche città fortificate.
Materialmente consta di uno scavo, che può avere dimensioni variabili, giacente sul perimetro esterno delle opere difensive in questione. Il suo scopo era impedire, o almeno rendere difficoltoso, l'accesso dei nemici alla località presidiata. Più spesso si scavava fino a raggiungere (in pianura) la falda acquifera o (in terreni accidentati) la roccia vergine, per impedire o rendere assai difficile lo scavo di una mina.
Si trova tra il muro di scarpa e quello di controscarpa. A seconda del terreno poteva essere permanentemente pieno d'acqua, munito di una piccola roggia che bloccata in tempo di assedio poteva allagarlo completamente, o semplicemente asciutto. Nei fossati più antichi si tratta di un unico invaso, senza opere difensive al suo interno, ma col progredire della fortificazione alla moderna si trasformò, assumendo tracciati assai complessi, occupati da numerose opere esterne come mezzelune, controguardie, rivellini, caponiere e altre. Inoltre, mentre nelle fortificazioni antecedenti l'introduzione delle artiglierie il fossato era spesso tralasciato per difficoltà di scavo o motivi economici, nella fortificazione alla moderna divenne parte integrante e irrinunciabile del sistema difensivo.

## Etimologia
segnato avea lo suo sacchetto bianco,

mi disse: "Che fai tu in questa fossa?"»
(Dante Alighieri)
L'origine prossima del termine è riconducibile al latino fossa, da cui deriverebbe il termine latino tardo fossātum, participio perfetto di un ipotetico verbo fossare, frequentativo di fodĕre che significa "scavare".
Pertanto, il lemma sottende un'immagine di assiduità, di complessità nell'azione di scavo, che davvero ben si attaglia a descrivere il fossato quale opera anti-ossidionale.

## Il fossato nella storia
L'evoluzione del manufatto affonda le proprie radici negli albori della storia umana. Basterebbe pensare al mito di Romolo e Remo per avere una pallida idea della sua antichità.

### Preistoria
Nella preistoria esistevano i fossati circolari; ne sono stati trovati dei resti per la Germania, Austria, Slovacchia e Repubblica Ceca.

### Età romana

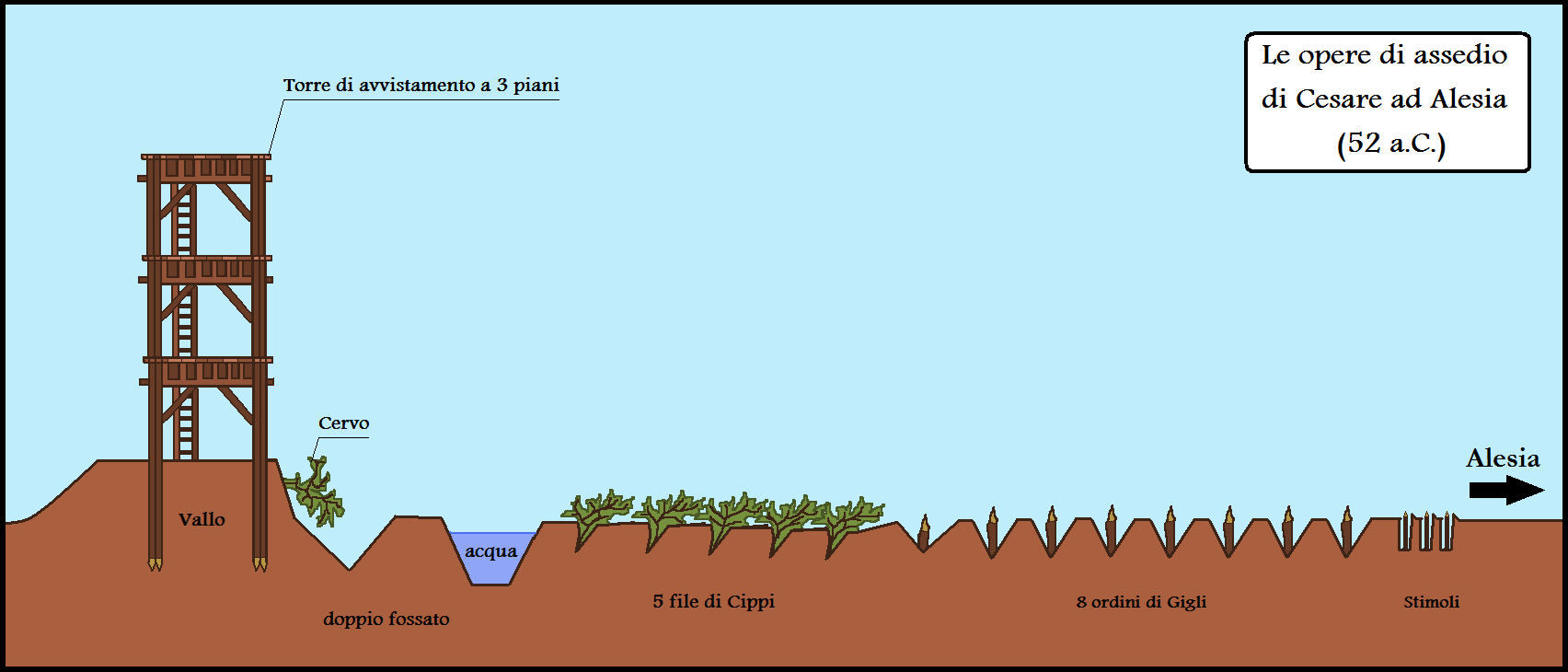
Ricostruzione grafica delle fortificazioni di Cesare ad Alesia (52 a.C.).

Il termine fossa appare con la prima descrizione fatta da Polibio dell'accampamento militare romano (castrum). Quest'ultimo era circondato da un fossato che normalmente aveva forma a V e dimensioni di:
- un metro circa di profondità per una pari larghezza di un metro, nel caso di campo provvisorio da marcia;
- che poteva raggiungere i tre metri di profondità per quattro di larghezza, sempre nel caso di un campo provvisorio da marcia, ma in prossimità di un esercito nemico;[3]
- nel caso di un lungo assedio, come ad es. nella battaglia di Alesia, Gaio Giulio Cesare ordinò la costruzione di due fosse larghe quattro metri e mezzo e profonde circa uno e mezzo lungo il lato interno, dove la fossa più vicina alla fortificazione fu riempita con l'acqua dei fiumi circostanti.

### Età medievale
Il periodo di maggior uso dei fossati fu probabilmente il Medioevo, quando la loro presenza rispondeva soprattutto all'esigenza di impedire l'accosto di torri d'assedio o di altre macchine ossidionali alla struttura difensiva.

### La rivoluzione pirica
Com'è intuitivo, l'avvento della polvere da sparo, innovò profondamente la natura e l'utilità delle tradizionali roccaforti, dando vita a quella che si chiama fortificazione alla moderna.
Difatti, laddove in origine prevaleva la funzione impeditiva dell'alto e robusto vallum, l'impiego dell'artiglieria (in senso moderno, ossia con propulsione del proietto mediante polvere pirica) determinò viepiù l'esigenza di profilare le fortificazioni in modo tale da scongiurare l'eventualità che il proiettile (primitivamente non esplosivo) attingesse le opere difensive con un'incidenza prossima all'angolo retto. Esempi moderni di una tale strategia difensiva sono facilmente riscontrabili nelle linee assunte da torrette e corazze nei carri armati di ultima generazione (parimenti, nell'intento di far "scivolare" la granata controcarro o il proiettile di qualunque sorta, al fine di minimizzarne l'efficacia). Va da sé che il nuovo scenario sminuiva grandemente l'importanza del fossato (l'aggressione alla cinta non presupponeva più un contatto immediato tra le schiere opposte, ma al contrario si manifestava a una distanza direttamente proporzionale ai progressi balistici in termini di gittata e di precisione di tiro).

### Il fossato oggi

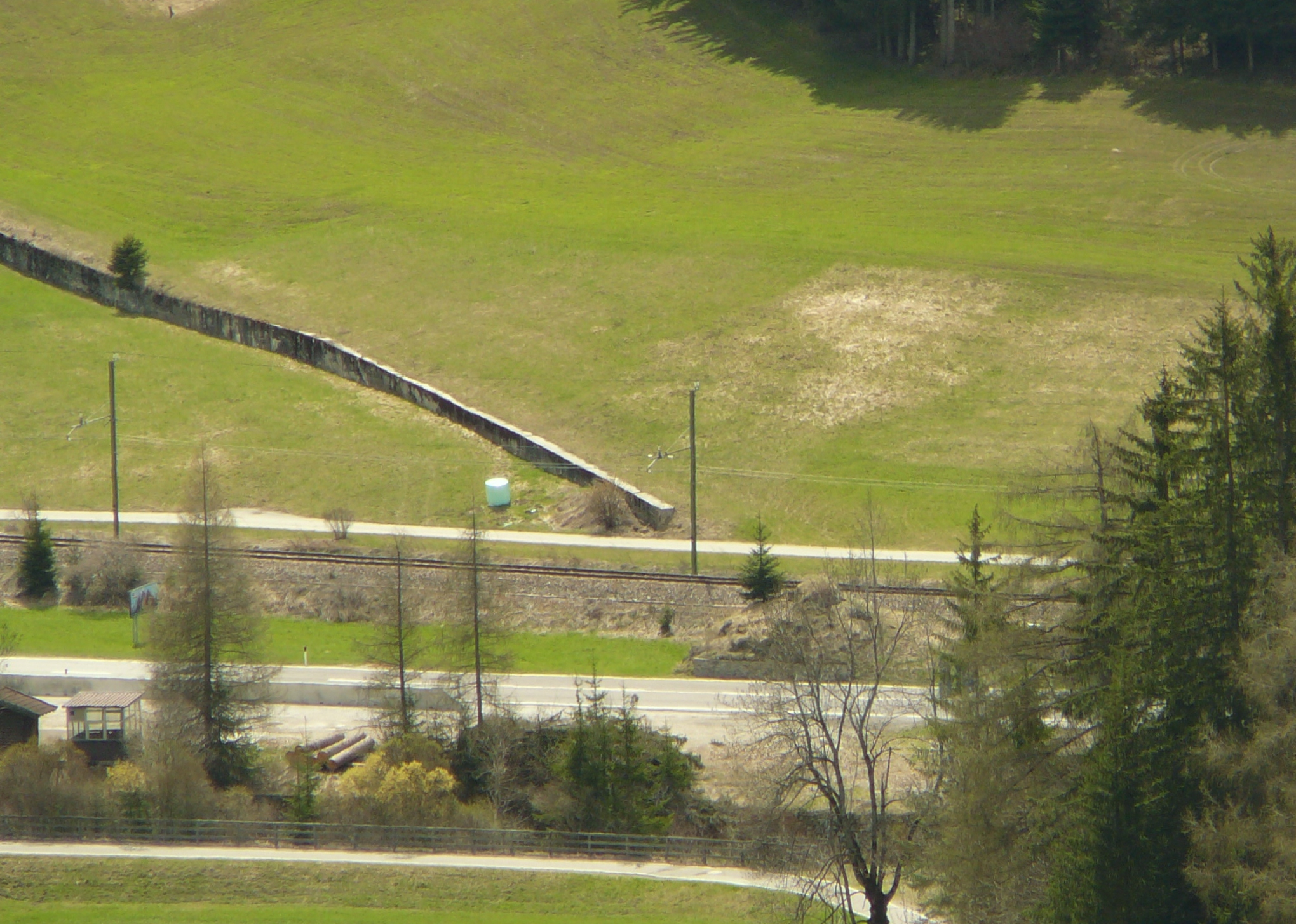
Il fossato anticarro dello sbarramento Prato Drava, sulla Strada statale 49 della Pusteria a Prato alla Drava.

Al giorno d'oggi, il fossato è obsoleto come difesa anti-uomo, ma presenta ancora qualche efficacia come ostacolo contro i veicoli. È stato spesso utilizzato nella costruzione di linee difensive durante la prima e seconda guerra mondiale, come ad esempio in Italia, nei principali sbarramenti del Vallo Alpino, per contrastare l'avanzata di carri armati nemici.

#### Fossato diamante
Un fossato di tipo "diamante" è un particolare tipologia di fossato solitamente posto davanti alle aperture per le postazioni delle armi e per gli ingressi nelle casematte e bunker. Questi hanno la funzione di contenere le macerie che potevano crearsi da un bombardamento, che in caso di sua mancanza, andrebbero a coprire il campo da vista delle feritoie, rendendole quindi inservibili o ostruendo l'accesso o l'uscita dalle opere.
Questa tipologia di fossato serve anche per evitare che un avversario possa avvicinarsi all'opera con troppa facilità. Inoltre può riparare le postazioni da lanci di bombe a mano, le cui schegge non dovrebbero più colpire la feritoia. Nelle opere di montagna questi fossati permettono in condizioni di fresco innevamento, di evitare di spalare la neve davanti alla feritoia.
Il suo utilizzo è stato molto comune nella costruzione delle opere della linea Maginot, ma non altrettanto in Italia.